# Рівер-Оукс (Техас)
Рівер-Оукс (англ. River Oaks) — місто (англ. city) в США, в окрузі Таррант штату Техас. Населення — 7646 осіб (2020).

## Географія
Рівер-Оукс розташований за координатами 32°46′36″ пн. ш. 97°23′54″ зх. д. / 32.77667° пн. ш. 97.39833° зх. д. (32.776788, -97.398423).  За даними Бюро перепису населення США в 2010 році місто мало площу 5,18 км², уся площа — суходіл.

## Демографія
Згідно з переписом 2010 року, у місті мешкало 7427 осіб у 2636 домогосподарствах у складі 1894 родин. Густота населення становила 1433 особи/км².  Було 2854 помешкання (551/км²).
Расовий склад населення:
| - 78,3 % — білих - 1,0 % — корінних американців - 0,9 % — чорних або афроамериканців - 0,7 % — азіатів - 16,8 % — осіб інших рас |

До двох чи більше рас належало 2,3 %. Частка іспаномовних становила 48,6 % від усіх жителів.
За віковим діапазоном населення розподілялося таким чином: 27,7 % — особи молодші 18 років, 60,2 % — особи у віці 18—64 років, 12,1 % — особи у віці 65 років та старші. Медіана віку мешканця становила 34,4 року. На 100 осіб жіночої статі у місті припадало 96,5 чоловіків;  на 100 жінок у віці від 18 років та старших — 93,3 чоловіків також старших 18 років.
Середній дохід на одне домашнє господарство  становив 48 663 долари США (медіана — 43 073), а середній дохід на одну сім'ю — 51 651 долар (медіана — 48 016). Медіана доходів становила 39 159 доларів для чоловіків та 29 861 долар для жінок. За межею бідності перебувало 14,7 % осіб, у тому числі 25,4 % дітей у віці до 18 років та 8,0 % осіб у віці 65 років та старших.
Цивільне працевлаштоване населення становило 3277 осіб. Основні галузі зайнятості: освіта, охорона здоров'я та соціальна допомога — 17,5 %, виробництво — 15,8 %, роздрібна торгівля — 13,5 %.